# Hangdeva
Hangdeva – gaun wikas samiti we wschodniej części Nepalu w strefie Meći w dystrykcie Taplejung. Według nepalskiego spisu powszechnego z 2001 roku liczył on 682 gospodarstw domowych i 3763 mieszkańców (1900 kobiet i 1863 mężczyzn).